# بوب غروبر
بوب غروبر (بالإنجليزية: Bob Gruber)‏ هو لاعب كرة قدم أمريكية أمريكي، ولد في 7 يونيو 1958 في ديل ريو في الولايات المتحدة.

## وصلات خارجية
- بوب غروبر على موقع مرجع كرة القدم المحترفة.كوم (الإنجليزية)